# Das Mädchen aus der Feenwelt oder Der Bauer als Millionär
Das Mädchen aus der Feenwelt oder Der Bauer als Millionär ist ein romantisches Zaubermärchen mit Gesang in drei Aufzügen des österreichischen Dramatikers Ferdinand Raimund. Die Uraufführung fand am 10. November 1826 im Theater in der Leopoldstadt statt.

## Inhalt
Die Fee Lacrimosa will aus Hochmut ihre Tochter Lottchen mit dem Sohn der Feenkönigin vermählen. Diese nimmt Lacrimosa deshalb ihre Feenmacht, verbannt Lottchen auf die Erde und will den Fluch erst dann aufheben, wenn das Mädchen allen Reichtum ablehnt und die Frau eines armen Mannes wird. Dies hat vor ihrem 18. Geburtstag stattzufinden. Lacrimosa übergibt ihre Tochter dem armen Waldbauern Fortunatus Wurzel mit dem Auftrag, sie einfach zu erziehen und mit einem braven Manne zu verheiraten. Doch der Neid hatte ein Auge auf Lacrimosa geworfen, die ihn aber abblitzen ließ. Aus Rache sorgt er dafür, dass Wurzel einen großen Schatz findet. Der Bauer baut sich in der Stadt ein Palais, will von einer Verbindung Lottchens mit dem Fischer Karl Schilf nichts mehr wissen und findet einen reichen Schwiegersohn.

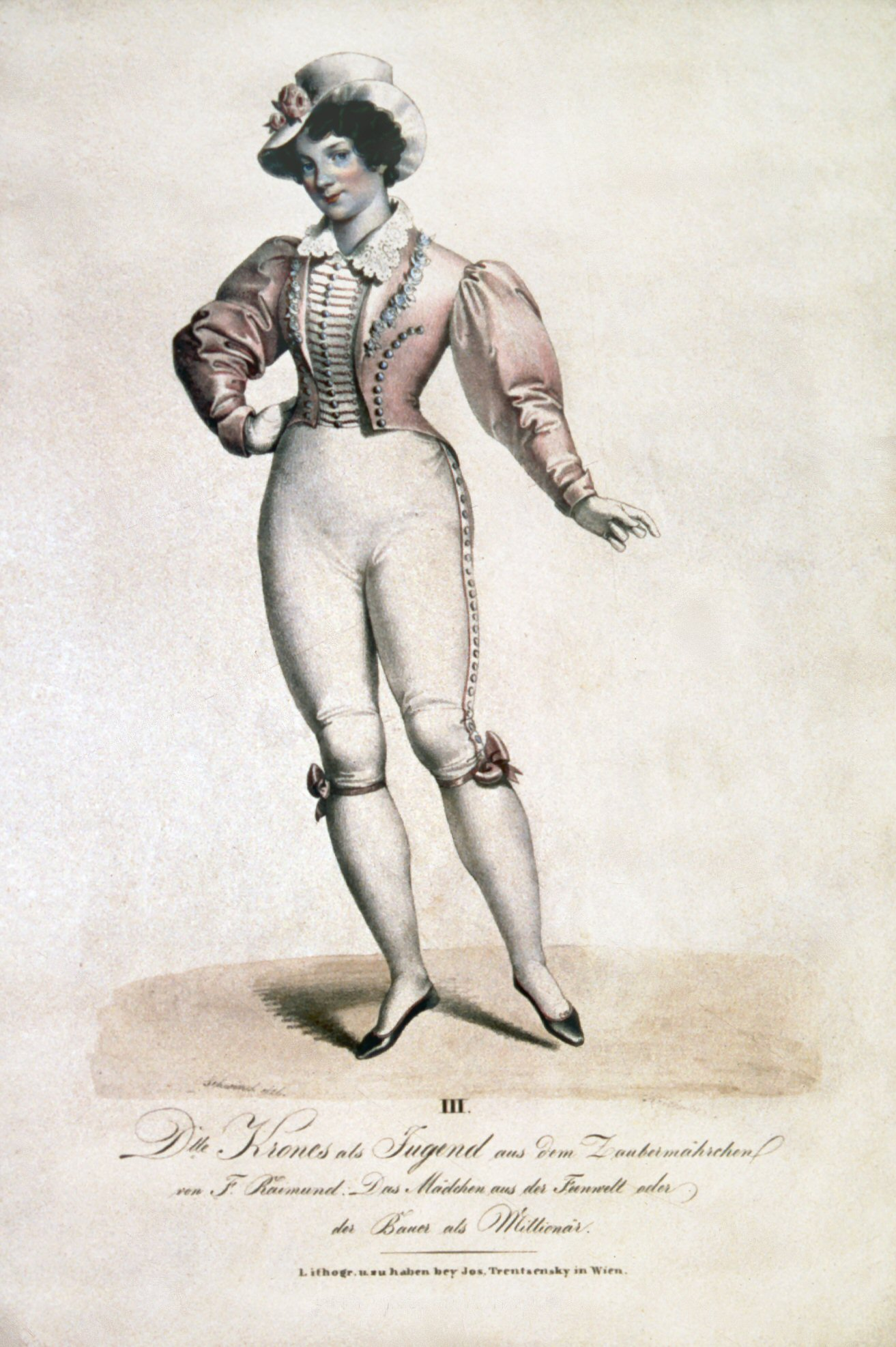
Therese Krones als Jugend .Lithographie von Josef Kriehuber nach Moritz von Schwind, um 1826

Wenige Tage vor Lottchens 18. Geburtstag hat Lacrimosa deshalb befreundete Geister und Magier in ihren Feenpalast geladen und bittet inständig um Hilfe:
„Vierzehn Jahre hat er sein Wort treu gehalten; doch über ein Jahr lebe ich schon in qualvoller Angst. […] darum habe ich in meiner höchsten Not nun sie versammel lassen, […]“ (Erster Aufzug, dritte Szene)
Alle Geister, besonders aber Ajaxerle und Bustorius versprechen dies sofort und Ajaxerle wird beauftragt, zur Erde zu reisen.
Lottchen klagt über die Härte Wurzels, der dem armen Karl den Umgang mit ihr verboten hat. Doch durch Ajaxerles Vermittlung kommt es zu einer Begegnung der beiden Liebenden und der Magier spielt den Brautwerber bei Wurzel. Dieser weist ihn ab und schwört, dass er die Verbindung erst dann gestatten werde, bis er so morsch und grau aussieht, dass er auf den Aschenmarkt hinausgehört. Dann wirft er Lottchen wütend hinaus, aber bei der Zufriedenheit findet Lottchen Zuflucht:
„Du sitzest neben mir auf meinem moosbewachs'nen Throne, und über uns spannt sich der schönste Baldachin, der heitere Himmel, aus.“ (Zweiter Aufzug, dritte Szene)

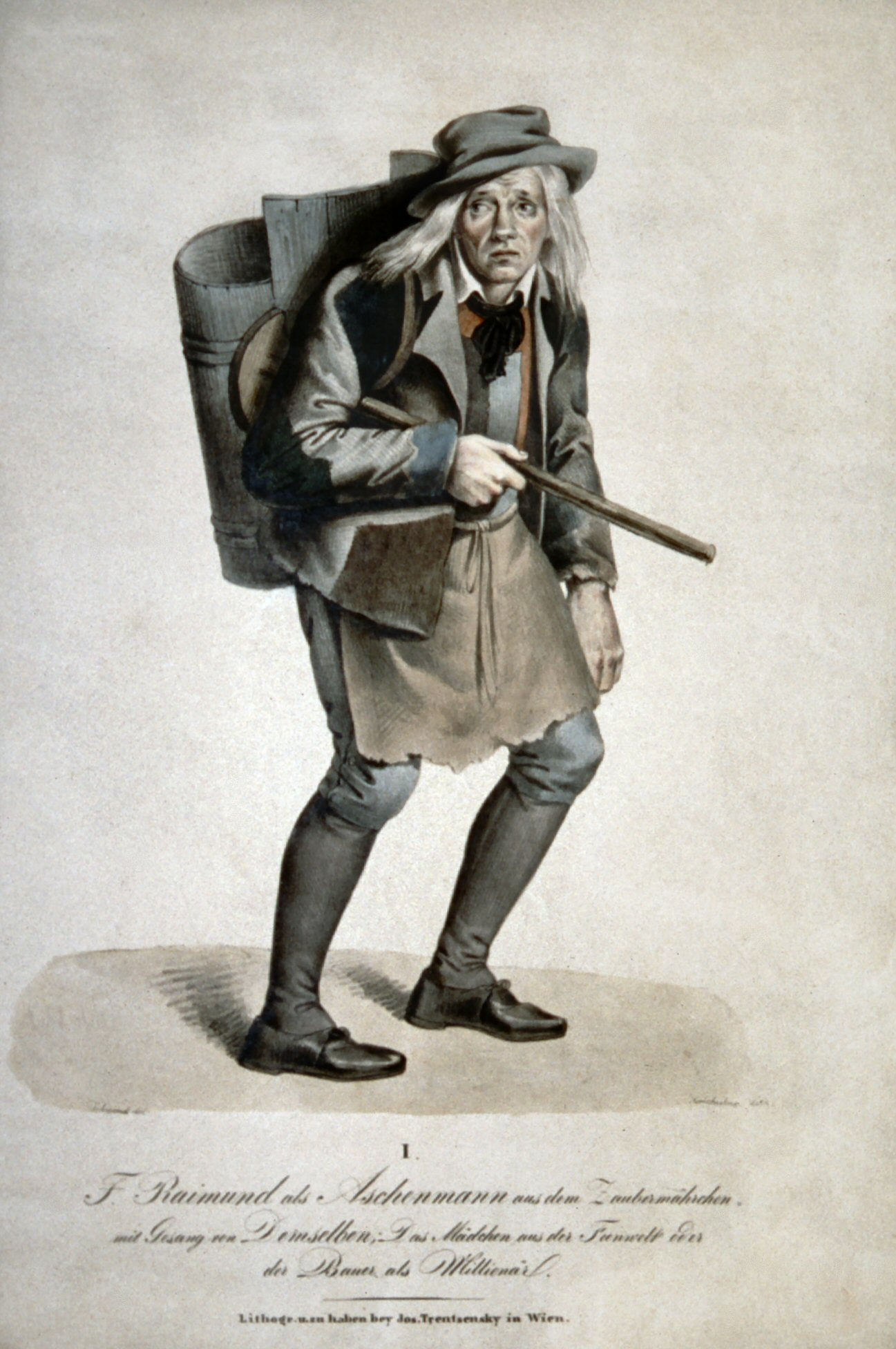
Ferdinand Raimund als Aschenmann mit der Aschenkrücke unter dem Arm. Lithographie von Josef Kriehuber, um 1826 nach Moritz von Schwind

Während Wurzel mit seinen Zechgenossen feiert, wird der Besuch eines fremden jungen Herrn gemeldet. Es ist die Jugend, die erschienen ist, um Wurzel die Freundschaft zu kündigen („Brüderlein fein“, siehe unten). Kaum ist sie gegangen, wird es Nacht und ein zweiter Gast kommt, das hohe Alter. Höhnisch macht es Wurzel darauf aufmerksam, dass nunmehr alles anders wird und Wurzel mit allen Gebrechen des Alters geschlagen werde:
„Mein liederlicher Vetter, der verdorbene Magen, das wird der erste sein, der Ihnen die Honneurs machen wird, und meine Cousine, die Gicht, die hat mir schon versichert, sie kann es gar nicht erwarten, Sie an ihr gefühlvolles Herz zu drücken.“ (Zweiter Aufzug, neunte Szene)
Wurzel verflucht den Neid und seinen Reichtum, wünscht sich in seine Waldheimat zurück und schon steht er vor seiner halbzerfallenen Hütte.
Nun bittet der Neid den Hass, die weitere Ausführung der Rache zu übernehmen. Der Hass lockt Karl in eine Zauberkegelbahn, wo demjenigen, der alle neune trifft, ein reich machender Brillantring winkt, dem Fehlenden aber der Tod gewiss ist. Karl, der glaubt, der Reichtum ebne ihm den Weg zu Lottchens Hand, wagt den Kegelschub und erlangt den Ring.
Er hat sich einen prächtigen Palast bauen lassen und macht sich auf die Suche nach Lottchen. Diese kommt zusammen mit der Zufriedenheit, um Karl zu bewegen, den unheilvollen Ring wegzuwerfen. Als Aschenmann kommt Wurzel und gerät mit der Zufriedenheit, die er für die Köchin hält, ins Gespräch. Er ist ein anderer geworden und hat seinen Übermut als reicher Prasser eingesehen:
„Jawohl bin ich arm, und ein Narr bin ich auch g'wesen! Ja, meine Köchin, ich hab' schön abkocht. Mit mir ist's vorbei.“ (Dritter Aufzug, achte Szene)
Karl trifft im Palast Lottchen, will sie heiraten und mit Reichtümern überschütten, doch durch einen Bann der Zufriedenheit wird Lottchen sofort ohnmächtig, wenn sie Brillanten sieht. Der erst noch zaudernde Karl wirft ihr zuliebe den Ring weg, damit ist die Macht des Hasses gebrochen, der Fischer wieder ein armer Mann, die Bedingung des Feenspruches erfüllt. Lacrimosa, wieder im Besitz ihrer Geistermacht, beschenkt das Brautpaar mit einem Fischergut und Wurzel ist vom Aschenmann wieder zum zufriedenen Waldbauern geworden:
„Alloh! Jetzt bin ich wieder in meinem Element! Meine Schönheit war im Versatzamt, jetzt haben mir's ausg'löst.“ (Dritter Aufzug, sechzehnte Szene)

## Musik (Auswahl)
Mit dem berühmt gewordenen Lied „Brüderlein fein“ verabschiedet sich die allegorische Figur der Jugend von Fortunatus Wurzel. Die Melodie stammt vermutlich gar nicht vom Komponisten Joseph Drechsler, sondern von Ferdinand Raimund selbst; Drechsler hat lediglich die Melodie orchestriert.
Leo Fall schrieb die Musik zu dem einaktigen Volksstück Brüderlein fein nach einem Libretto von Julius Wilhelm. Hauptperson ist hier der Komponist Joseph Drechsler selbst. Der Titel dieses Werkes spielt auf das berühmte Lied an und auch die allegorische Figur der Jugend tritt auf. Das Werk wurde 1909 in Wien uraufgeführt.
→ Siehe auch den Artikel vom „Aschenlied“ aus dem Zaubermärchen, das Couplet wird von Fortunatus Wurzel gesungen.

## Werksgeschichte
Das Alt-Wiener Volkstheater, das zu Beginn des 19. Jahrhunderts immer mehr Parodien und Satiren auf die Bühne gebracht hatte, war dennoch mit dem traditionellen Zauberstück nach wie vor verbunden. Um einen Unterschied zum parodistischen Zauberspiel deutlich zu machen, nannte Raimund deshalb sein drittes Stück ein „romantisches Original-Zaubermärchen mit Gesang“, denn Zaubermärchen sind eben Märchen, in denen allegorische Figuren und auch Feen oder Zauberer in das Leben der Personen eingreifen.
Bemerkenswert ist, dass sich nicht der erste Titel, der auf das Geisterreich verweist, sondern der zweite mit dem Hinweis auf die irdische Realität später durchgesetzt hat, was ein Zeichen ist, dass die Verdienste des Autors um die (teilweise) Überwindung und Vermenschlichung des Zaubermärchens mehr von den Betrachtern als vom Autor selbst richtig eingeschätzt worden waren.
Dieses Stück ist das erste, bei dem sich Raimund nicht auf Vorlagen stützt, was er im Titel durch das Wort „original“ zum Ausdruck bringen will. Er bezeichnet es als Zaubermärchen, in dem die Menschenwelt der eigentliche Handlungsort wurde, wo sich drei dramatische Stränge kreuzen: Lacrimosas Erlösung durch die beiden Liebenden, dazu noch die beiden Erziehungs- oder Besserungshandlungen Wurzels und Karls. Der Autor verbindet hier zwei der traditionellen Motive des Wiener Volkstheaters, nämlich Besserung und Erlösung von einem Bannfluch. Die Feenwelt wird zudem von einigen Literaturhistorikern als Spiegelbild des österreichischen Vielvölkerstaates nach dem Wiener Kongress (1814/15) und vor dem Österreichisch-Ungarischen Ausgleich (1867) gesehen.
Das zentrale Thema Raimunds ist im Satz „Reichtum bietet keine Zufriedenheit“ zusammengefasst, deshalb lässt er auch die personifizierte Zufriedenheit auftreten. Sie steht als Allegorie ihrer selbst der Figur Wurzels als Allegorie der Vergänglichkeit gegenüber, eine Synthese der biedermeierlichen Weltsicht.
Raimund selbst schrieb an Karl Ludwig Costenoble über seine Gedanken bei der Entstehung des Stückes folgende sehr persönliche Bemerkung:
„Und so entstand ‚Der Bauer als Millionär‘, in dem sich viele täppische Kleinigkeiten befinden, welche ich nur angebracht habe, weil ich fürchtete, das Publikum möchte ihn zu ernsthaft finden.“
Vermutlich meinte er mit den „täppischen Kleinigkeiten“ konkret die Umrahmung der irdischen Handlung mit der dem Publikum gewohnten und liebgewordenen Feen- und Geistergeschichte.
Die Bühnenfiguren gewordenen Allegorien und Symbole sind ein handlungsbestimmender Teil dieses Stückes (neben der Zufriedenheit auch noch, Jugend, Alter, Neid, Hass, die Tageszeiten usw.). Auch biographische Erinnerungen hat Raimund verwendet: Der Fischer erinnert an den Berufsstand, der Schwabe Ajaxerle an die Heimat seiner Vorfahren mütterlicherseits, im Lottchen setzte er wohl der heimlichen Helferin seiner Liebe, Toni Wagners Schwester Charlotte, ein Denkmal; sogar der Bauer Wurzel soll ein Bekannter des Dichters gewesen sein (siehe unten bei Spätere Interpretationen).
Für die achte Vorstellung am 21. November 1826 gibt der Theaterzettel folgende Besetzung an: Raimund selbst spielte den Fortunatus Wurzel, Friedrich Josef Korntheuer den Bustorius und das hohe Alter, Franz Tomaselli den Lorenz, Therese Krones die Jugend, Katharina Ennöckl die Zufriedenheit.
Wie es damals immer wieder vorkam, hatte auch Raimund mit unautorisierten Aufführungen seiner Werke zu kämpfen; so schrieb er am 15. Jänner 1830 an den Schauspieler und Theaterleiter Ludwig Ferdinand Pauli (1793–1841):
„Auch wurde mir bei der ebenfalls unter Ihrer Leitung stehenden Schaubühne zu Leipzig mein ‚Mädchen aus der Feenwelt‘ gegeben, ohne daß Buch und Musik dieses Zauberspiels von mir bezogen worden wären. Ich ersuche Sie daher freundschaftlich, mich gefälligst zu benachrichtigen, auf welchem Wege, ohne es zu bezahlen, selbes bezogen wurde.“

## Zeitgenössische Rezeption
Die zeitgenössische Theaterkritik attestierte dem Autor, dass er mit diesem Werk „der Volkspoesie einen neuen Weg eröffnet“ habe.

## Spätere Interpretationen
Bei Rudolf Fürst ist zu lesen, in seinem dritten Stück habe Raimund der Einleitung im Geisterreiche mehr Umfang, damit aber auch mehr Schwerfälligkeit, zugebilligt, als in seinen vorhergehenden Werken. Dieser allegorische Teil verbinde üppige Phantasie mit nicht übermäßiger Klarheit oder Logik, was aber dem Publikumserfolg keinen Abbruch getan habe. Der Kern der Handlung aber, die Geschichte um den reichgewordenen Bauern, bedeute eine poetische Großtat.
Kurt Kahl stellt fest, Raimund habe sich zwar der barocken Theater-Gliederung in Ober- und Menschenwelt bedient, sie jedoch bemüht, diese Ebenen enger zu verbinden und damit „eine Art Scheinlogik zu erreichen“. Wenn in seinem zweiten Stück, Der Diamant des Geisterkönigs, die mögliche Vaterschaft von Longimanus für Eduard bloß angedeutet werde, so ist im Mädchen aus der Feenwelt die Mutterschaft Lacrimosas für Lottchen bereits tatsächlich beschrieben. In Fortunatus Wurzel gehe der Dichter weg vom Hanswurst in seinen verschiedenen Erscheinungsformen hin zu einem Charakter aus der zeitgenössischen Wirklichkeit; eher entsprächen noch Ajaxerle oder Bostorius dieser klassischen Hanswurst-Figur. Für den Wurzel habe Raimund ein reales Vorbild gehabt, nämlich einen reichen Grundbesitzer aus Berndorf namens Postiasi.
Franz Hadamowsky erinnert daran, dass dieses Werk nach Raimunds schwerer Nervenerkrankung (Juni bis September 1825) entstanden sei. Es bilde einen großen Fortschritt, zum ersten Male habe er eine lebensnahe Handlung erfunden, ohne allerdings den Boden des Zauberspieles ganz zu verlassen. Und zum ersten Male sei die Basis ein eigenständiger, eingehend ausgearbeiteter Plan zugrunde gelegen.
Bei Hein/Mayer ist vermerkt, dass das Wort „romantisch“ im Untertitel die Bedeutung von „phantastisch“ oder „stimmungsvoll“ habe. Der Doppeltitel – eigentlich ein Erbe aus dem Jesuitentheater – zeige die beiden miteinander verbundenen Schauplätze und Bereiche des Theaterstückes und überwinde somit die traditionelle Zweiteilung des Zaubermärchens – Geister- und Menschenwelt – zumindest teilweise.

## Neuzeitliche Schauspieler (Auszug)
Viele bekannte Schauspieler traten in Rollen dieses Werkes auf:
- 1933 Brigitte Horney als Zufriedenheit auf der Volksbühne Berlin
- 1939 Rudolf Steinboeck als Karl Schilf am Theater in der Josefstadt
- 1943 Louise Martini 12-jährig bei einer Schulaufführung in Wien als Lottchen
- 1948 Inge Konradi als Jugend am Volkstheater Wien; zusammen mit Paul Hörbiger als Fortunatus Wurzel (Regie: Gustav Manker)
- 1950/51 Erich Ponto als Fortunatus Wurzel am Deutschen Theater Göttingen
- 1961 Salzburger Festspiele: Käthe Gold als  Lacrimosa; Christiane Hörbiger als Lottchen; Josef Meinrad als Fortunatus Wurzel; Paula Wessely als Die Zufriedenheit; Otto Schenk als Lorenz, Hanns Obonya als Bustorius; Renate Holm als Die Jugend; Hans Moser als Das hohe Alter; Hugo Gottschlich als Afterling; Erich Auer als Karl Schilf; Ernst Anders als Ajaxerle; Erik Frey als Der Hass; Kurt Sowinetz als Der Neid; Kurt Weinzierl als Habakuk (Regie: Rudolf Steinboeck)
- 1973 Hilde Sochor als Zufriedenheit zusammen mit Karl Paryla als Fortunas Wurzel (Regie: Gustav Manker) und  2000 als hohes Alter
- 1980 Attila Hörbiger als Hohes Alter am Burgtheater (Regie: Horst Zankl)
- 1988 Julia Stemberger als Jugend bei den Salzburger Festspielen (Regie: Jürgen Flimm)
- 1995/96 Nicholas Ofczarek als Lorenz am Wiener Burgtheater
- 2002 Helmut Pick als Neid und als Afterling im Bayerischen Staatsschauspiel
- 2003/04 Erwin Steinhauer als Fortunatus Wurzel und Fritz Muliar als hohes Alter am Volkstheater Wien (Regie: Stephan Bruckmeier)

1996 schuf Karl-Ernst Herrmann die Bühnenbilder für das Stück bei den Wiener Festwochen.